# Ayuta
Ayuta es uno de los 35 cantones del municipio de Santa Ana

## División Política
Para su división política Ayuta se divide en 6 caseríos:
- Ayuta
- Ayutica
- Las Mesas
- El Pital
- Los Rincones
- Pinal de Granada